# Tillandsia paraisoensis
Tillandsia paraisoensis är en gräsväxtart som beskrevs av Renate Ehlers. Tillandsia paraisoensis ingår i släktet Tillandsia och familjen Bromeliaceae. Inga underarter finns listade i Catalogue of Life.